# Transsiberian
Transsiberian es un thriller dirigido por el estadounidense Brad Anderson, estrenado el 18 de julio de 2008 en la ciudad de Nueva York.

## Argumento
La película se desarrolla en el tren del transiberiano. Una pareja estadounidense, Roy (Woody Harrelson) y Jessie (Emily Mortimer), ambos muy religiosos, conocen en el tren a Carlos (Eduardo Noriega) y su novia Abby (Kate Mara). A partir de entonces Jessie se da cuenta de que Carlos y Abby no son lo buenos que aparentan ser. Lo que tendría que haber sido un viaje placentero se complicará todavía más al verse inesperadamente relacionados con la investigación llevada a cabo por el oficial Grinko (Ben Kingsley), un agente ruso dedicado a la lucha contra el narcotráfico.